# هانا کیمورا
هانا کیمورا (انگلیسی: Hana Kimura; ۳ سپتامبر ۱۹۹۷ – ۲۳ مهٔ ۲۰۲۰) کشتی‌گیر کشتی حرفه‌ای اهل ژاپن بود که در ۲۳ مه ۲۰۲۰، در سن ۲۲ سالگی درگذشت. علت مرگ کیمورا مشخص نشده، اما اندکی قبل از مرگ، او پست‌هایی را مبنی بر آزار و اذیت سایبری در شبکه‌های اجتماعی منتشر کرد. او در یک از سریال‌های نتفلیکس به نام تراس هاوس هم ایفای نقش کرده‌است، نتفلیکس انتشار قسمت‌های جدید این سریال را پس از مرگ وی به حالت تعلیق درآورد.

## مرگ
او پیش از خودکشی در توییتی علت خودکشی اش را این چنین بیان کرده بود: «نزدیک به ۱۰۰ اظهار نظر رُک در هرروز؛ انکار نمی‌کنم که به من برمی‌خورد.{بمیر} {تو زشت هستی} {باید ناپدید شوی} این چیزها را دربارهٔ خودم باور کرده بودم. مادر برای هدیه زندگی که به من دادی ممنونم. در تمام زندگی ام می‌خواستم مرا دوست بدارند. همه شما را دوست دارم. متاسفم که ضعیفم.